# أبو الوقت السجزي
أبو الوقت عبد الأول بن عيسى بن شعيب السجزي (458 - 553 هـ) محدث، ولد بهراة وتوفي ببغداد.

## اسمه نسبه
هو أبو الوقت عبد الأول بن أبي عبد الله عيسى بن شعيب بن إبراهيم بن إسحاق السجزي الهروي الماليني 

## بداية طلبه للحديث
قال يوسف بن أحمد الشيرازي في " أربعين البلدان " له: " لما رحلت إلى شيخنا رحلة الدنيا ومسند العصر أبي الوقت، قدر الله لي الوصول إليه في آخر بلاد كرمان، فسلمت عليه، وقبلته، وجلست بين يديه، فقال لي: ما أقدمك هذه البلاد؟ قلت: كان قصدي إليك، ومعولي بعد الله عليك، وقد كتبت ما وقع إليّ من حديثك بقلمي، وسعيت إليك بقدمي، لأدرك بركة أنفاسك، وأحظى بعلو إسنادك. فقال: وفقك الله وإيانا لمرضاته، وجعل سعينا له، وقصدنا إليه، لو كنت عرفتني حق معرفتي، لما سلمت علي، ولا جلست بين يدي، ثم بكى بكاءً طويلاً، وأبكى من حضره، ثم قال: اللهم استرنا بسترك الجميل، واجعل تحت الستر ما ترضى به عنا، يا ولدي، تعلم أني رحلت أيضا لسماع " الصحيح " ماشيا مع والدي من هراة إلى الداوودي ببوشنج ولي دون عشر سنين، فكان والدي يضع على يدي حجرين، ويقول: احملهما. فكنت من خوفه أحفظهما بيدي، وأمشي وهو يتأملني، فإذا رآني قد عييت أمرني أن ألقي حجراً واحدا، فألقي، ويخف عني، فأمشي إلى أن يتبين له تعبي، فيقول لي: هل عييت؟ فأخافه، وأقول: لا. فيقول: لم تقصر في المشي؟ فأسرع بين يديه ساعة، ثم أعجز، فيأخذ الآخر، فيلقيه، فأمشي حتى أعطب، فحينئذ كان يأخذني ويحملني، وكنا نلتقي جماعة الفلاحين وغيرهم، فيقولون: يا شيخ عيسى ادفع إلينا هذا الطفل نركبه وإياك إلى بوشنج، فيقول: " معاذ الله أن نركب في طلب أحاديث رسول الله - صلى الله عليه وسلم - بل نمشي، وإذا عجز أركبته على رأسي إجلالاً لحديث رسول الله - صلى الله عليه وسلم - ورجاء ثوابه. فكان ثمرة ذلك من حسن نيته أني انتفعت بسماع هذا الكتاب وغيره، ولم يبق من أقراني أحد سواي حتى صارت الوفود ترحل إلي من الأمصار ".

## رحلته في طلب العلم
قال زكي الدين البرزالي: طاف أبو الوقت العراق وخوزستان، وحدث بهراة ومالين وبوشنج وكرمان ويزد وأصبهان والكرج وفارس وهمذان، وقعد بين يديه الحفاظ والوزراء، وكان عنده كتب وأجزاء، سمع عليه من لا يحصى ولا يحصر.

## شيوخه
- أبو الحسن الداودي.
- أبو إسماعيل الهروي.
- أبو عاصم الفضيلي
- عبد الرحمن محمد الداودي

## تلاميذه
- يوسف بن أحمد الشيرازي.
- ابن الجوزي.[3]
- أبو الفرج المقرئ.
- ست الملوك حلل ابنة أبي المكارم البغدادية.[4]
- زبيدة بنت إسماعيل بن الحسن بن السكن، البغدادية.[5]

## اسناده إلى صحيح البخاري
تفرد أبو الوقت في زمانه بعلوا اسناده إلى صحيح البخاري، لأسباب منها: أولاً: روايته لصحيح البخاري في سن مبكرة وهو دون العاشرة، ثانياً: وفاة أقرانه ممن رووا الصحيح. ثالثاً: طال عمره حتى بلغ الخامسة والتسعين من العمر.
قال ابن الاثير في جامع الأصول: «من الإسناد عال ونازل، وطلب العالي سنة، فعلى طالب علم الحديث: أن يرغب في طلبه. وعلو الإسناد على مراتب. منها: ما هو بقلة العدد. ومنها ما هو بثقة الرواة. ومنها: ما هو بفقه الرواة. ومنها: ما هو باشتهار الرواة. ومنها: ما يجمع هذه الأوصاف، وهو أكملها، أو بعضها. فأما قلة العدد، فأقل ما يُروى من الصحيح في زماننا هذا: «ثلاثيات البخاري» من طريق أبي الوَقْت عبد الأوَّل السِّجزي، فإن أصحاب أبي الوقت بينهم وبين النبي - صلى الله عليه وسلم - ثمانية أنفس في «ثلاثيات البخاري»، أحدهم: أبو الوقت، ثم الداوُدي، ثم السرخسي، ثم الفَرَبْري، ثم البخاري، فهؤلاء خمسة، والذين روى عنهم البخاري ثلاثياته ثلاثة».
وقال ابن الاثير أيضاً: «قدم بغداد، وحدَّث بها سنة اثنتين وثلاث وخمسين وخمسمائة بجامع الصحيح للبخاري عالي الإِسناد فأَلْحق المتأخرين بالمتقدّمين. وحدّث بغيره من الكتب، وسمعه خلق كثير ببغداد وغيرها».
وقال الذهبي: أنبأنا طائفة عن ابن النجار، قال: أنشدنا داود بن معمر بأصبهان، أنشدنا محمد بن الفضل العقيلي لنفسه في سنة إحدى وخمسين:

## ثناء العلماء عليه
قال الذهبي: الشيخ الإمام الزاهد الخير الصوفي، شيخ الإسلام، مسند الآفاق، ‌أبو ‌الوقت، عبد الأول ابن الشيخ المحدث المعمر أبي عبد الله ‌عيسى بن شعيب بن إبراهيم بن إسحاق، السجزي، ثم الهروي الماليني.
قال السمعاني: شيخ صالح، حسن السمت والأخلاق، متودد، متواضع، سليم الجانب.
وقال ابن الجوزي: كان صبورا على القراءة، وكان صالحا، كثير الذكر والتهجد والبكاء، على سمت السلف، وعزم عام موته على الحج وهيأ ما يحتاج إليه، فمات.

## وفاته
توفي أبو الوقت في ليلة الأحد سادس ذي القعدة سنة 553هـ ودفن بالشونيزية، وله من العمر خمس وتسعون سنة. قال أبو الفرج ابن الجوزي: حدثني محمد بن الحسين التكريتي الصوفي قال: أسندته إليّ، وكان آخر كلمة قالها: {يَا لَيْتَ قَوْمِي يَعْلَمُونَ، بِمَا غَفَرَ لِي رَبِّي وَجَعَلَنِي مِنَ الْمُكْرَمِينَ} ومات.